# Cá sấu lùn xạ hương
Cá sấu lùn xạ hương (Paleosuchus palpebrosus) hay Cá sấu caiman lùn Cuvier là loài cá sấu nhỏ nhất từ miền Bắc và miền Trung Nam Mỹ. Loài này có ở Bolivia, Brasil, Colombia, Ecuador, Guiana thuộc Pháp, Guyana, Paraguay, Peru, Suriname, và Venezuela. Nó sống chủ yếu ở các dòng chảy nhanh, nhưng cũng trong vùng nước thiếu hụt dinh dưỡng.
Với tổng chiều dài trung bình 1,3-1,5 m (4,3-4,9 ft) ở con đực và thường lên đến 1,2 m (3,9 ft) ở con cái, nó không chỉ là loài cá sấu Caiman nhỏ nhất còn tồn tại, mà cũng là loài nhỏ nhất của tất cả cá sấu. Các mẫu vật lớn nhất được ghi chiều dài.1,72 m (5,6 ft)  Con trưởng thành sẽ nặng khoảng 6–7 kg (13 đến 15 lb), giống như một số mẫu cũ tháng từ 6-12. Con chưa trưởng thành ăn động vật không xương sống, cá và ếch nhỏ, trong khi trưởng thành ăn cá, động vật lưỡng cư và động vật không xương, chẳng hạn như lớn động vật thân mềm. Nó sử dụng các hang hốc như nơi trú ẩn vào ban ngày, và đẻ trứng vào trong một cái tổ mà nở trong khoảng ba tháng. Đôi khi chúng được lưu giữ như là vật nuôi trong điều kiện nuôi nhốt.

## Hình ảnh

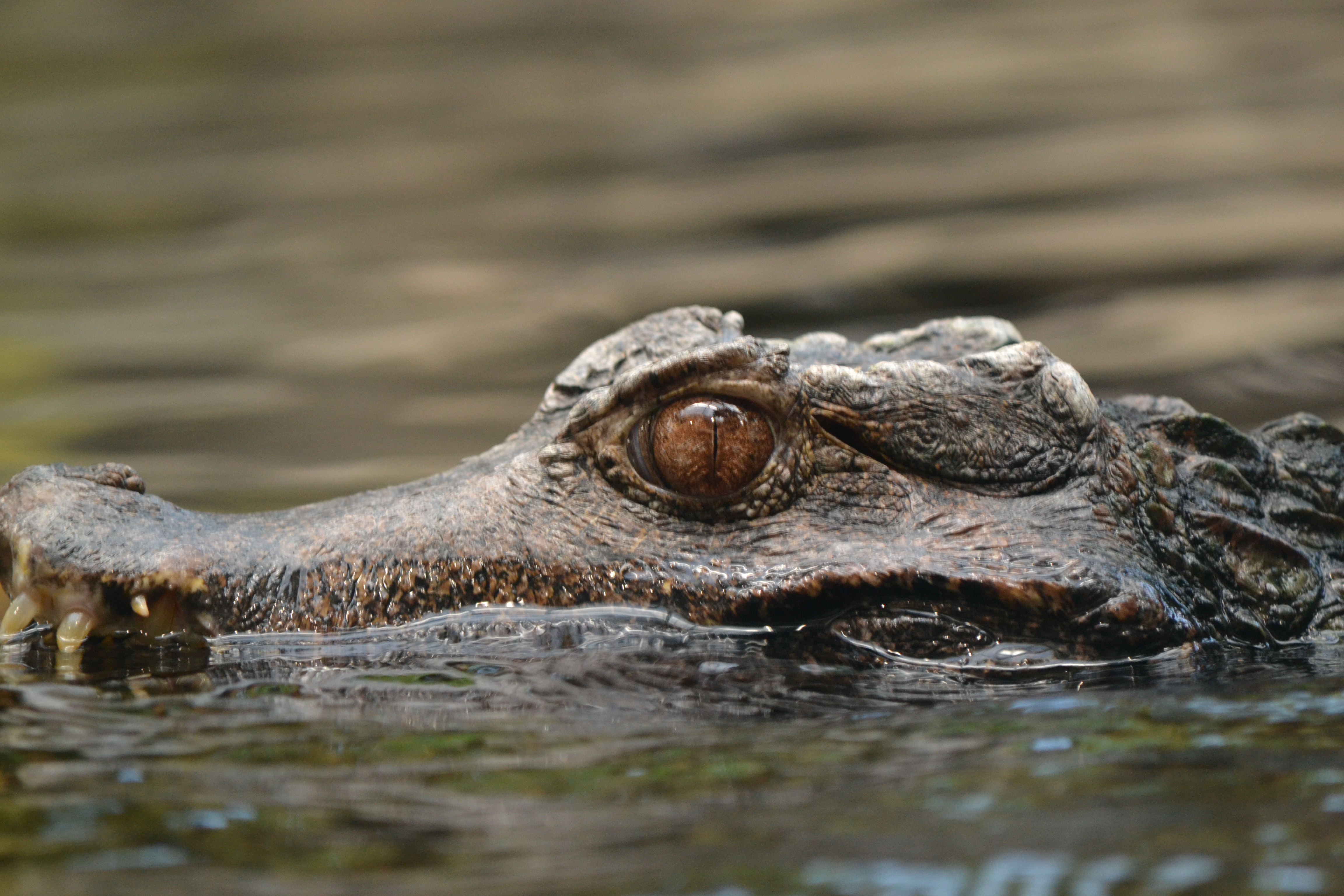
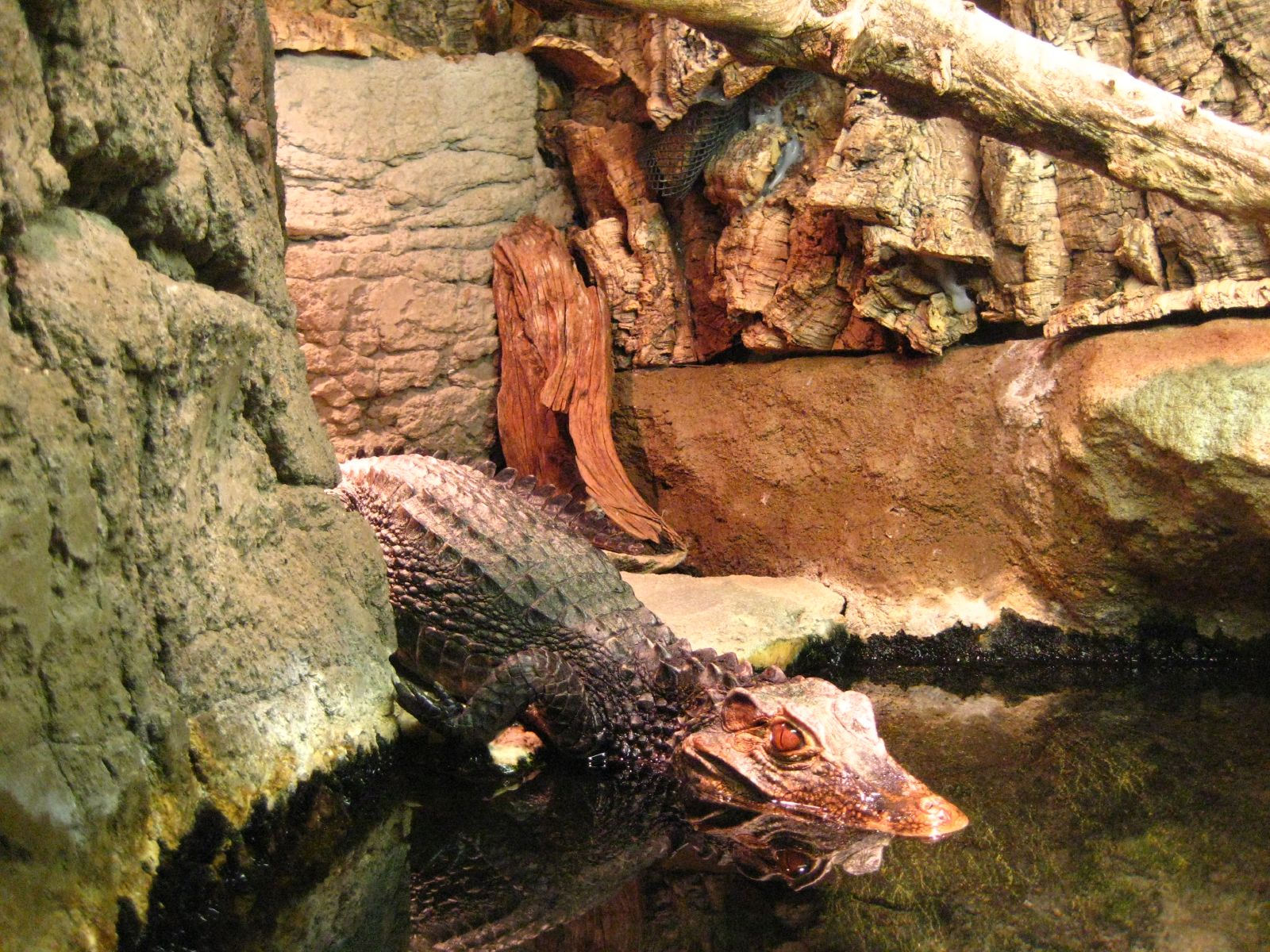
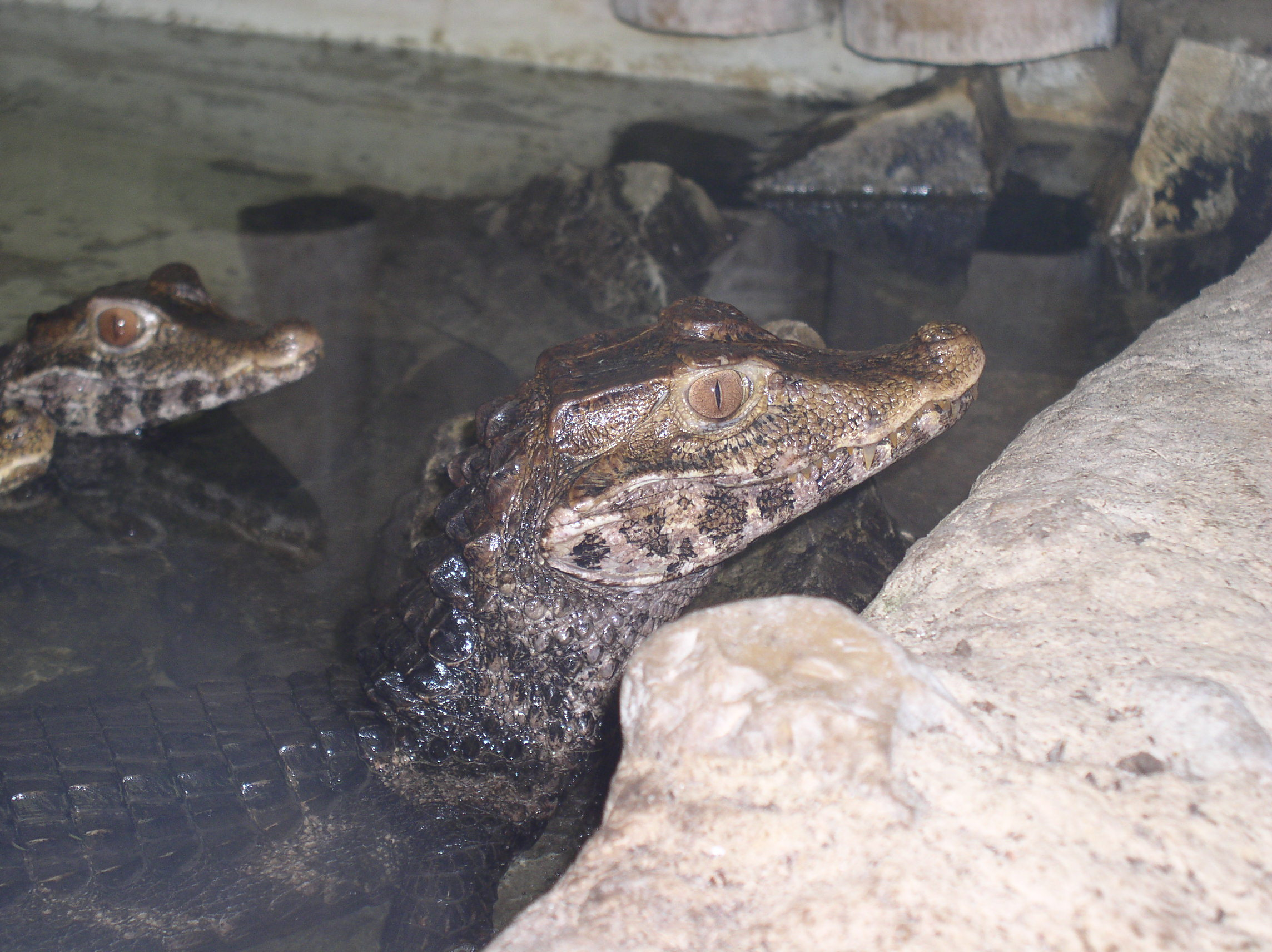
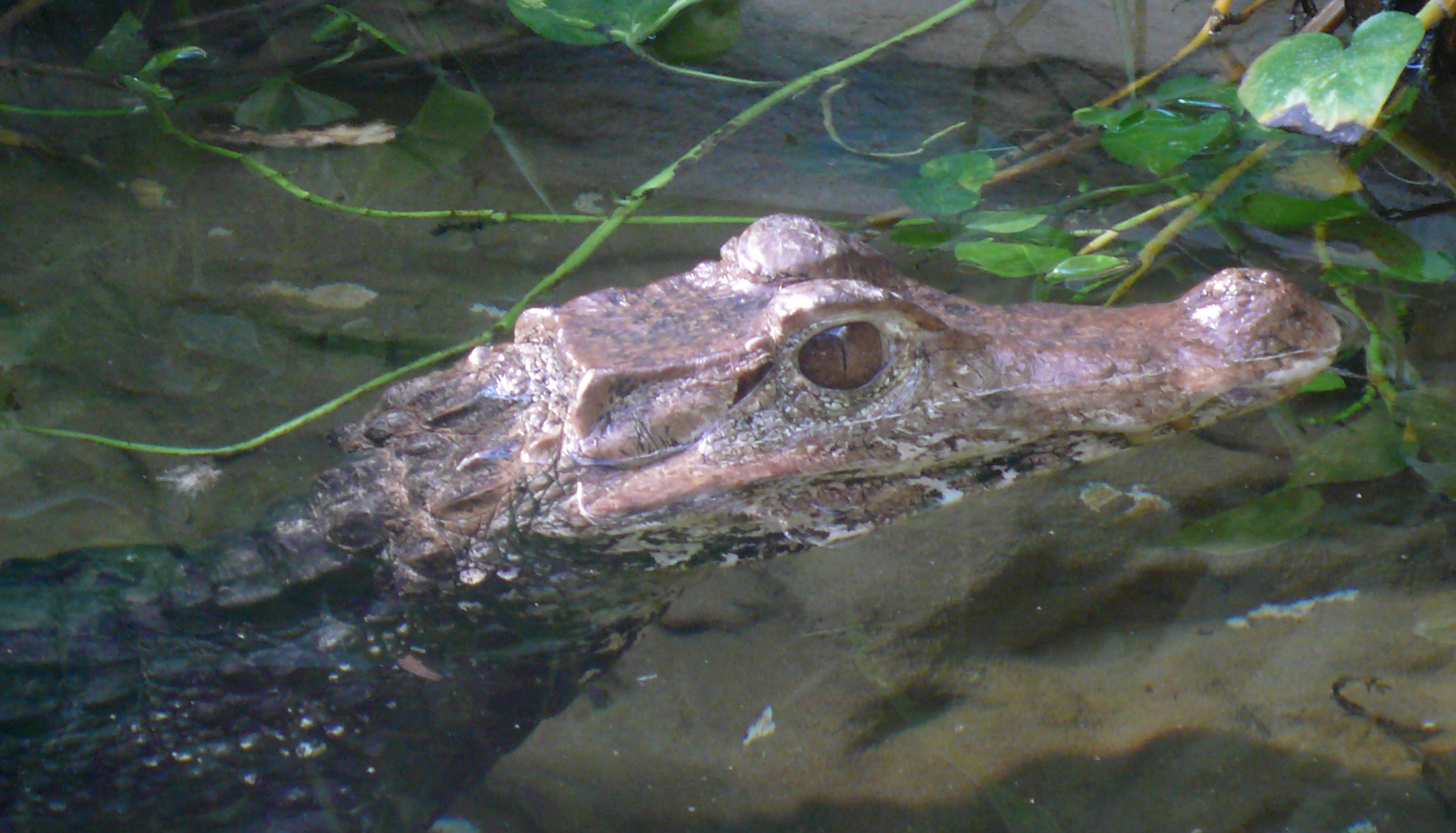